# Yann Martel
Yann Martel (født 25. juni 1963) er en canadisk forfatter. I 2002 vandt han Bookerprisen for romanen Pi's liv.